# Sodic-ferro-antofillite
La sodic-ferro-antofillite è un minerale non ancora approvato dall'Associazione Mineralogica Internazionale (IMA); nonostante ciò appartiene al supergruppo dell'anfibolo, all'interno del quale viene collocato nel "gruppo degli anfiboli con W(OH,F,Cl)-dominante" e da lì al sottogruppo degli anfiboli di magnesio-ferro-manganese dove occupa un posto nel "gruppo contenente la radice antofillite nel nome"; essendo un anfibolo, appartiene agli inosilicati e pertanto alla famiglia minerale dei "silicati", e possiede composizione chimica NaFe2+2Fe2+5(Si7Al)O22(OH)2.

## Etimologia e storia
La sodic-ferro-antofillite era stata inizialmente classificata come appartenente al gruppo degli anfiboli Mg-Fe-Mn-Li, per poi essere assegnata al sottogruppo attuale in base alla revisione degli anfiboli del 2012.
Il nome attuale del minerale, però, non è coerente con la nomenclatura ufficiale adottata nel 2012 pertanto nello stesso ambito è stato deciso che il nome sarà composto dal prefisso ferro- e dal nome che sarà deciso per la sodicantofillite, un altro minerale non ancora riconosciuto dall'IMA con il quale la sodic-ferro-antofillite forma una soluzione solida.

## Classificazione
Nella classica nona edizione della sistematica dei minerali di Strunz, aggiornata dall'Associazione Mineralogica Internazionale (IMA) fino al 2009, elenca la sodic-ferro-antofillite come minerale ipotetico e la colloca nella classe "9. Silicati (germanati)" e da lì nella sottoclasse "9.D Inosilicati"; questa viene suddivisa più finemente in base alla struttura cristallina del minerale, in modo tale che la sodic-ferro-antofillite possa essere trovata nella sezione "9.DE Inosilicati con catene doppie di periodo 2, Si4O11; clinoanfiboli" dove forma il sistema nº 9.DE.05.
Nell'edizione successiva, proseguita dal database "mindat.org", classe e sottoclasse restano invariate, ma la sezione di destinazione cambia in seguito alla scoperta della struttura ortorombica (e non monoclina) del minerale; pertanto qui la sodic-ferro-antofillite viene collocata nella sezione "9.DD Inosilicati con catene doppie di periodo 2, Si4O11; ortoanfiboli".
Nella Sistematica dei lapis (Lapis-Systematik) di Stefan Weiß la sodic-ferro-antofillite si trova nella classe dei "silicati" e nella sottoclasse degli "inosilicati"; qui si trova nella sezione riservata ai minerali con struttura "[Si4O11] a due bande 6-; anfiboli ortorombici" dove forma il sistema nº VIII/F.12.
Anche la classificazione dei minerali secondo Dana, usata principalmente nel mondo anglosassone, elenca la proto-ferro-antofillite nella famiglia dei "silicati", qui è nella classe degli "inosilicati: catene doppie non ramificate, W=2" e nella sottoclasse degli "inosilicati: catene doppie non ramificate, configurazione anfibolo W=2" dove forma il sistema nº 66.01.02.

## Abito cristallino
La sodic-ferro-antofillite cristallizza nel sistema ortorombico nel gruppo spaziale Pnma (gruppo nº 62).

## Minerali correlati
La sodic-ferro-antofillite forma una soluzione solida con la sodic-antofillite, altro minerale non riconosciuto dall'Associazione Mineralogica Internazionale e non appartenente, nonostante il nome, al supergruppo degli anfiboli.
La sua composizione chimica, NaMg2Mg5(Si7Al)O22(OH)2, è simile a quella della sodic-ferro-antofillite, dove però i cationi dominanti in posizione B e C sono cationi del magnesio, anziché ferro. Altre sue caratteristiche, come la durezza Mohs, la classificazione Strunz-mindat, il sistema cristallino e il gruppo spaziale, oltre che il colore, sono identiche a quelle della sodic-ferro-antofillite.